# Phare de North Dumpling
Le phare de North Dumpling (en anglais : North Dumpling Light), est un phare situé sur Fishers Island, New York, dans le Long Island Sound, dans le comté de Suffolk (Grand New York-État de New York).

## Histoire
Le premier phare a été allumé en 1849 et la tour actuelle a été mise en service en 1871. Le phare a été désactivé de 1959 à 1980 et la lumière fut transférée temporairement sur une tourelle à claire-voie. Après la restauration de la tour la lumière est revenue sur le phare d'origine. Les fondations sont en pieux de bois et en pierre et la construction en brique et en bardeaux de bois. En 1893, une lentille de Fresnel de cinquième ordre est installée, remplaçant une lentille de Fresnel de sixième ordre installée en 1871.
Dean Kamen est maintenant propriétaire de l' île, où il a installé un aérogénérateur pour l'éclairage.

## Description
Le phare   est une tour octogonale recouverte de bardeaux en bois, avec galerie et lanterne de 9,4 m de haut, adossée à une maison de gardien en brique de deux étages. La lanterne est blanche avec un toit en bardeaux.
Son feu fixe émet, à une hauteur focale de 18 m, une lumière blanche d'une portée de 9 milles nautiques (environ 17 km) et d'un feu à secteurs rouge fixe d'une portée de 7 milles nautiques (environ 13 km). Il est équipé d'une corne de brume automatique émettant une explosion de 3 secondes par période de 30 secondes.
Identifiant : ARLHS : USA-552 ; USCG : 1-20145 - Admiralty : J0680 .

### Lien connexe
- Liste des phares de l'État de New York